# Challenger de Cassis 2024
El torneo Cassis Open Provence 2024, denominado por razones de patrocinio Cassis Open Provence by Cabesto fue un torneo de tenis perteneció al ATP Challenger Tour 2024 en la categoría Challenger 75. Se trató de la 6ª edición; el torneo tuvo lugar en la ciudad de Cassis (Francia), desde el 2 hasta el 8 de septiembre de 2024 sobre pista dura al aire libre.

## Jugadores participantes del cuadro de individuales
| Preclasificado | País                 | Jugador            | Rank1 | Posición en el torneo |
| 1              | Bandera de Francia   | Constant Lestienne | 111   | Segunda ronda         |
| 2              | Bandera de Francia   | Benjamin Bonzi     | 129   | Segunda ronda         |
| 3              | Bandera de Francia   | Richard Gasquet    | 136   | CAMPEÓN               |
| 4              | Bandera de Argentina | Marco Trungelliti  | 141   | Segunda ronda         |
| 5              | Bandera de Francia   | Titouan Droguet    | 146   | Cuartos de final      |
| 6              | Bandera de Francia   | Ugo Blanchet       | 148   | Primera ronda         |
| 7              | Bandera de Portugal  | Jaime Faria        | 155   | Segunda ronda         |
| 8              | Bandera de Portugal  | Henrique Rocha     | 164   | Semifinales           |

- 1 Se ha tomado en cuenta el ranking del 26 de agosto de 2024.

### Otros participantes
Los siguientes jugadores recibieron una invitación (wild card), por lo tanto ingresan directamente al cuadro principal (WC):
- Richard Gasquet
- Maé Malige
- Marin Čilić

Los siguientes jugadores ingresan al cuadro principal tras disputar el cuadro clasificatorio (Q):
- Dan Added
- Kyle Edmund
- Sascha Gueymard Wayenburg
- Laurent Lokoli
- Damien Salvestre
- Adrià Soriano Barrera

## Campeones

### Individual Masculino
- Richard Gasquet derrotó en la final a  Jurij Rodionov por 3–6, 6–1, 6–2

### Dobles Masculino
- Jaime Faria /  Henrique Rocha derrotaron en la final a  Manuel Guinard /  Matteo Martineau por 7–6(5), 6–4